# Vitsjön, Ångermanland
Vitsjön är en sjö i Örnsköldsviks kommun i Ångermanland och ingår i Moälvens huvudavrinningsområde. Sjön har en area på 0,271 kvadratkilometer och ligger 156,6 meter över havet. Sjön avvattnas av vattendraget Svartbäcken.

## Delavrinningsområde
Vitsjön ingår i det delavrinningsområde (702004-164142) som SMHI kallar för Utloppet av Vitsjön. Medelhöjden är 179 meter över havet och ytan är 1,17 kvadratkilometer. Det finns inga avrinningsområden uppströms utan avrinningsområdet är högsta punkten. Svartbäcken som avvattnar avrinningsområdet har biflödesordning 2, vilket innebär att vattnet flödar genom totalt 2 vattendrag innan det når havet efter 11 kilometer. Avrinningsområdet består mestadels av skog (77 procent). Avrinningsområdet har 0,27 kvadratkilometer vattenytor vilket ger det en sjöprocent på 22,7 procent.